# 格琳德·卡尔滕布鲁纳
格琳德·卡尔滕布鲁纳（德語：Gerlinde Kaltenbrunner，1970年12月13日—），奥地利登山者。2011年8月，她成为第二位征服喜马拉雅山脉全部14座8000米以上高峰的女子，并且是世界首位在不使用人工氧气的情况下完成这一壮举的女性。

## 登山运动
她从小就对登山运动产生了兴趣。
- 1998 – 卓奥友峰
- 2001 – 马卡鲁峰
- 2002 – 马纳斯卢峰
- 2003 – 南迦帕尔巴特峰
- 2004 – 安纳布尔纳峰
- 2004 – 加舒尔布鲁木I峰
- 2005 – 希夏邦马峰
- 2005 – 加舒尔布鲁木II峰
- 2006 – 干城章嘉峰
- 2007 – 布洛阿特峰
- 2008 – 道拉吉里峰
- 2009 – 洛子峰
- 2010 – 珠穆朗瑪峰
- 2011 – 喬戈里峰